# John Sholto Douglass, 15. Laird of Tilquhillie

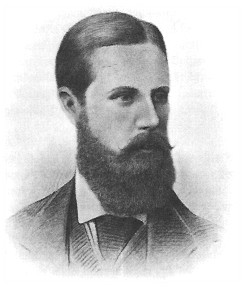
Porträt John Sholto Douglass

John Sholto Douglass, 15. Laird of Tilquhillie (* 18. November 1838 in Thüringen (Vorarlberg); † 14. September 1874 bei Dalaas) war ein österreichischer Fabrikant und Naturkundler.
Die vielseitige Persönlichkeit wurde nur knapp 36 Jahre alt und war vom Elternhaus her zum Fabrikbesitzer bestimmt. Die Nachwelt kennt ihn wegen seiner Vorlieben und Kenntnisse für Bergsteigen, Jagd, Naturwissenschaften sowie seinem Interesse an der Erforschung der römischen Geschichte Vorarlbergs.

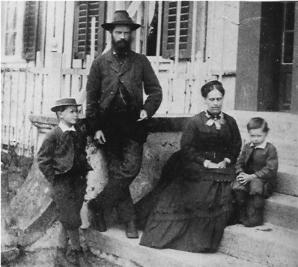
John Sholto Douglass mit Familie Vanda, John und Norman vor der Villa Falkenhorst

## Familie
Er war der Sohn und Erbe des aus dem schottischen Clan Douglas stammenden Vorarlberger Industriellen John Douglass, 14. Laird of Tilquhillie und dessen Frau Jane Margret Kennedy, Tochter des wohlhabenden Fabrikanten James Kennedy.
Er heiratete Wanda von Poellnitz, die Tochter des Ernst von Poellnitz, dessen Familie aus Würzburg stammte und der auf Schloss Babenwohl in Bregenz wohnte. Sie hatten vier Kinder, darunter:
- John William Edward James Douglass, 16. Laird of Tilquhillie (* 1865), Unternehmer, ⚭ Olga Edith von Reuter;
- Robert Ernest Douglass (*† 1867);
- George Norman Douglass (1868–1952), Schriftsteller.

Nach seinem Tod heiratete seine Witwe 1879 Jakob Jehly (1854–1897), einen Kunstmaler aus Bludenz, mit dem sie eine Tochter hatte:
- Grete Jehly (1882–1934), Schriftstellerin und Heimatdichterin, ⚭ 1906 Olaf Gulbransson (1873–1958), norwegischer Karikaturist.

## Leben

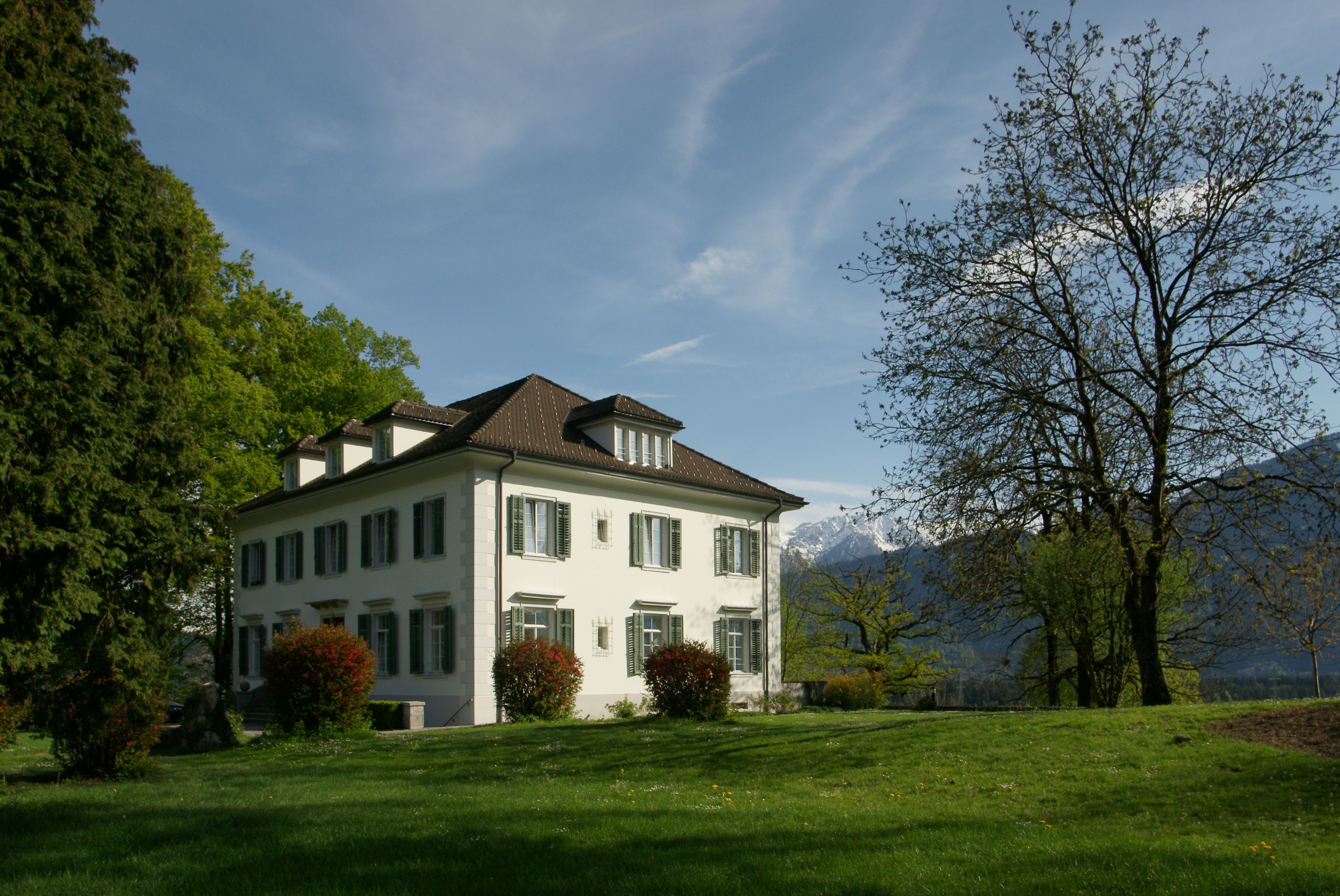
Villa Falkenhorst

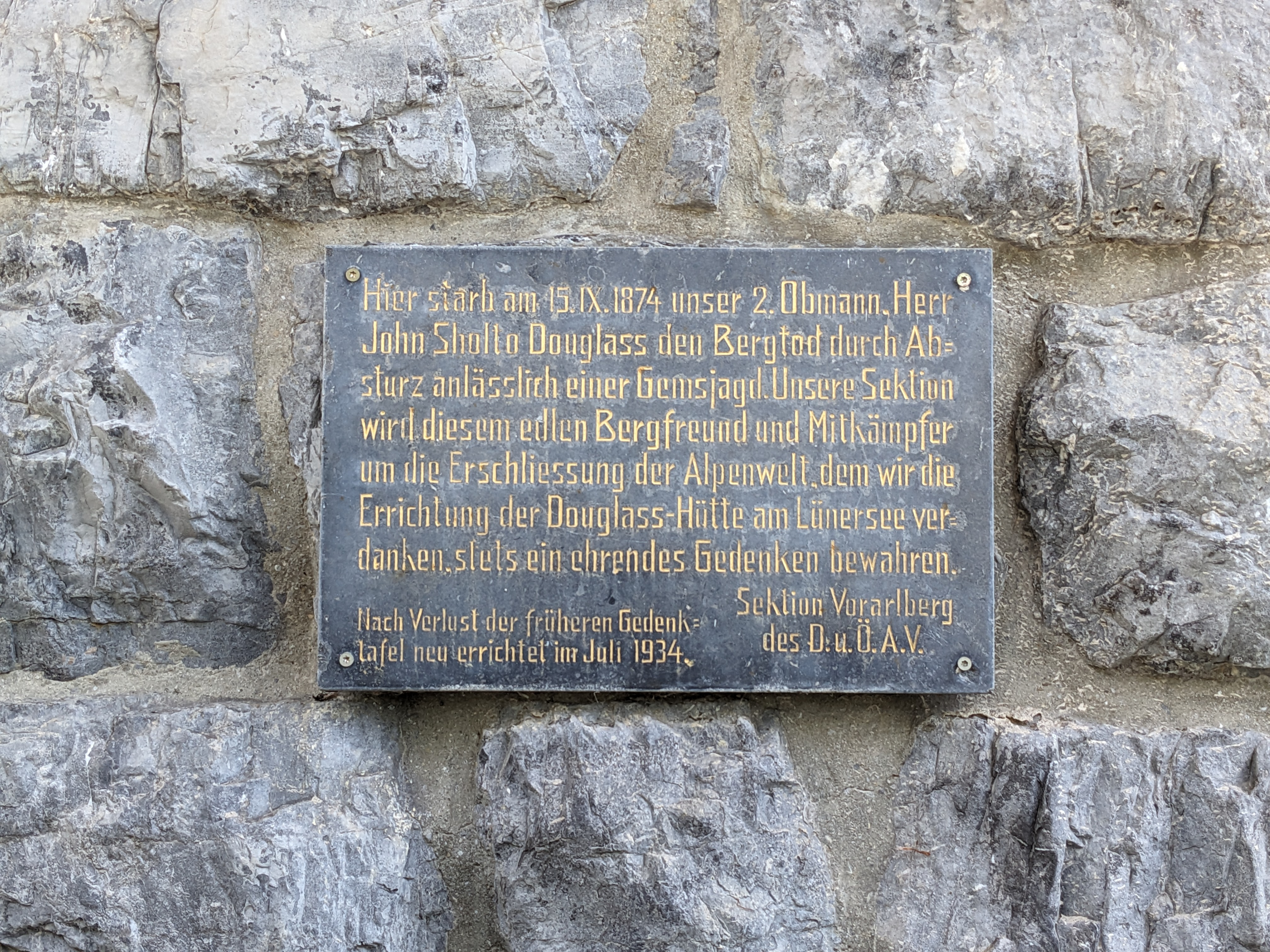
Gedenktafel des D. u. Ö. Alpenvereins an den tödlichen Absturz des J. Sh. Douglass am 15. September 1874

John Sholto Douglass kam 1838 in der Villa Falkenhorst seiner Eltern in der Gemeinde Thüringen bei Feldkirch im Tal Walgau (Vorarlberg) zur Welt. Die Familie Douglass besaß in Thüringen eine Baumwollspinnerei und Weberei.

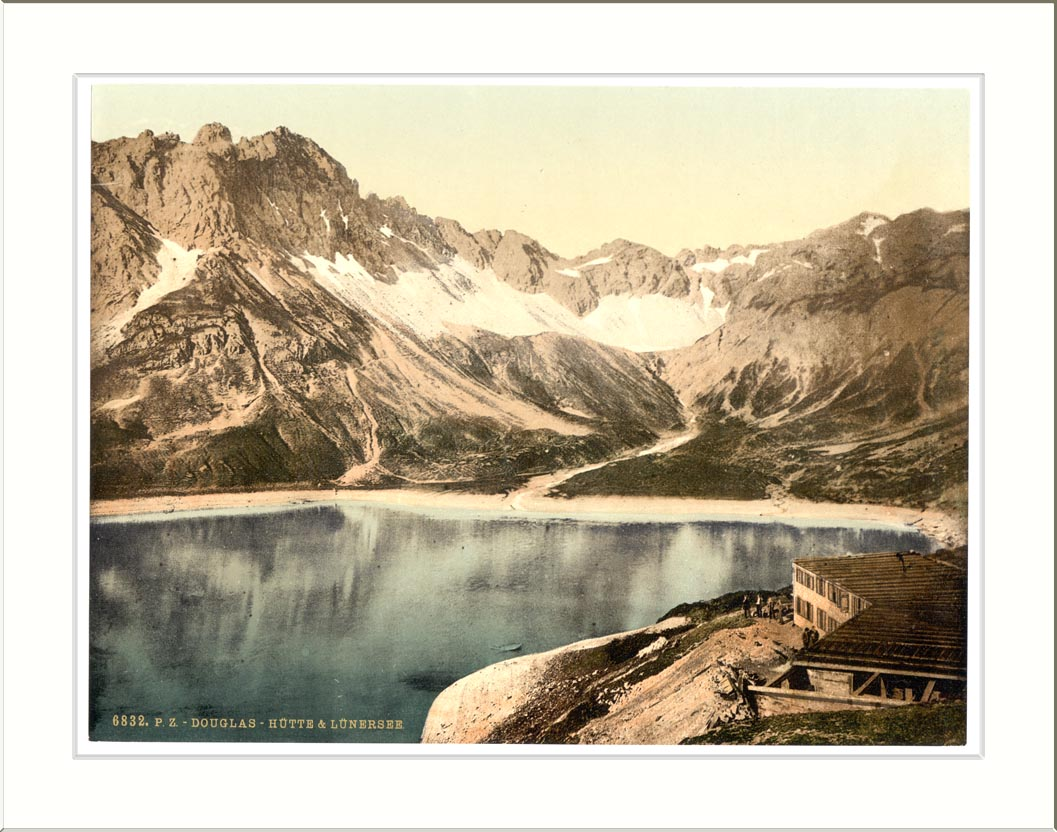
Douglasshütte

John Sholto Douglass war ein bedeutender Alpinist. Sein Versuch, die Vorarlberger Sektion des Österreichischen Alpenvereins zu gründen, scheiterte an dessen Widerstand, überhaupt Sektionen zu akzeptieren. Die Vorarlberger traten daraufhin 1869 dem gerade entstandenen Deutschen Alpenverein bei. In dieser Phase regte er 1870 mit anderen Bludenzer Bergsteigern den Bau einer Unterkunftshütte am Lünersee an. Sie wurde als erste Alpenvereinshütte Vorarlbergs erbaut und Douglasshütte benannt. Die Bemühungen von Douglass und Gleichgesinnten um die Fusion der beiden Hauptvereine Deutscher Alpenverein und Österreichischer Alpenverein zum Deutschen und Österreichischen Alpenverein waren schließlich 1873 erfolgreich.
John Sholto Douglass interessierte sich auch für die Geschichte und Natur seiner Vorarlberger Heimat, so arbeitete er mit Samuel Jenny zusammen, publizierte Die Römer in Vorarlberg und sammelte in der Vorarlberger Molasse Fossilien.
Als 1865 zwei Drittel des Dorfes Nüziders abbrannnten, soll er noch am gleichen Abend mit einem Wagen voller Lebensmittel dorthin gefahren sein.
John Sholto Douglass starb am 14. September 1874 auf der Jagd bei Dalaas-Wald (Arlberg), als er im Radonatobel unterhalb der Gamsbodenspitze aus einer 300 m hohen Felswand stürzte. Eine Gedenktafel unter der Eisenbahnbrücke der Arlbergbahn erinnert an ihn (Lage).

## Veröffentlichungen (Auswahl)
- Petrefacten aus der Molasse von Vorarlberg. In: Verhandlungen der Geologischen Reichsanstalt 1867, S. 219–220 (zobodat.at [PDF; 349 kB]).
- Petrefactenführender Kalkstein aus dem Gargellenthal in Vorarlberg. In: Verhandlungen der Geologischen Reichsanstalt 1871, S. 35 (zobodat.at [PDF; 258 kB]).
- Die Römer in Vorarlberg. Thüringen 1870.
- mit Samuel Jenny: Die Römer in Vorarlberg (= Rechenschaftsbericht des Ausschusses des Vorarlberger Museums-Vereins in Bregenz 12).  Innsbruck 1872 (Digitalisat).